# クラウディオ・ミランダ
クラウディオ・ミランダ（Claudio Miranda）は、チリ出身でアメリカ合衆国で活動する撮影監督である。

## 来歴
デヴィッド・フィンチャーの『ベンジャミン・バトン 数奇な人生』を撮影したことにより、デジタル式映画撮影の作品としては初めてアカデミー撮影賞と全米撮影監督協会賞にノミネートされた。
フィンチャーとの係わりは1995年の『セブン』で照明を務めて以来である。『ゲーム』、『ファイト・クラブ』でも同様の役割を務め、『ゾディアック』では追加撮影を行った。

## フィルモグラフィ
- 恋するレシピ 〜理想のオトコの作り方〜 Failure to Launch (2006) 撮影
- ゾディアック Zodiac (2007) 追加撮影
- ベンジャミン・バトン 数奇な人生 The Curious Case of Benjamin Button (2008) 撮影
- マーガレット Margaret (2009) 追加撮影
- トロン: レガシー Tron: Legacy (2010) 撮影
- ライフ・オブ・パイ/トラと漂流した227日 Life of Pi (2012) 撮影
- オブリビオン Oblivion (2013) 撮影
- トゥモローランド  Tomorrowland (2015) 撮影
- オンリー・ザ・ブレイブ Only the Brave (2017) 撮影
- トップガン マーヴェリック Top Gun: Maverick (2022) 撮影
- スパイダーヘッド Spiderhead (2022) 撮影
- ナイアド 〜その決意は海を越える〜 Nyad (2023) 撮影
- F1/エフワン F1 (2025予定) 撮影
- 100イヤーズ 100 Years (2115予定) 撮影